# فارين
فارين (بالألمانية: Warin) هي بلدة و بلدة ألمانية تقع في مكلنبورغ فوربومرن في ألمانيا. يقدر عدد سكانها بـ 3,646 نسمة .